# Larvikit

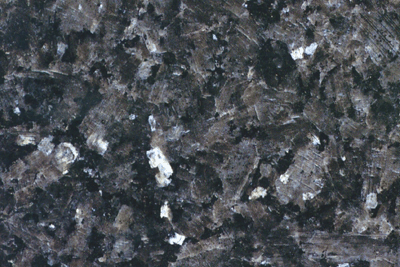
Naturwerkstein Labrador Hell

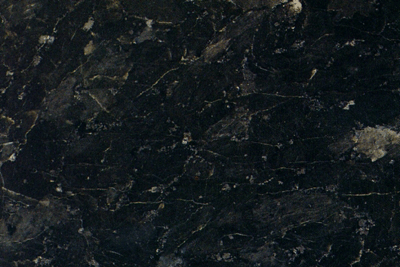
Naturwerkstein Labrador Dunkel

Larvikite (nach der Stadt Larvik in Norwegen) sind grobkörnige Plutonite. Hauptbestandteil der Larvikite ist Alkalifeldspat. Der Begriff wird im Rahmen der modernen petrographischen Nomenklatur nicht mehr verwendet, obwohl er sehr verbreitet und als Lokalname für diese Gesteine im Oslograben weiterhin gebräuchlich ist. Im QAPF-Diagramm für Plutonite stehen Larvikite zwischen Syeniten und Monzoniten und weisen Merkmale beider Gruppen auf.

## Gesteinsbeschreibung
Die bläulich schimmernden Larvikite sind Anorthoklas-Syenite mit etwa 10 Prozent Glimmer, Augit und Hornblende. Sie schimmern blau wegen der für Anorthoklas typischen submikroskopischen Entmischungslamellen. Dieser Effekt wird als Pseudochromasie bezeichnet. Weiterhin gibt es bräunlich, dunkelgrün und silbern schimmernde Larvikite.
Als Begleitminerale treten Biotit, in manchen Larvikitvorkommen Olivin und Magnetit auf. Diese dunklen Begleitminerale lagern zwischen den dominanten Feldspatkristallen.
Der auffällige Schimmereffekt kommt dem Feldspatmineral Labradorit, das ebenfalls schillert, sehr nahe. Daher kam es früher zu Verwechselungen mit den Anorthositen: „Dunkelblau schimmernde Anorthosite (mit Labradorit als Plagioklas) […] werden häufig mit den ebenfalls blau schimmernden Larvikiten verwechselt […] Eine Besonderheit stellen die Larvikite dar. Der sehr natriumreiche Kalifeldspat, der sog. Anorthoklas, zeigt ähnlich wie der Labradorit aus der Plagioklasreihe einen interessanten Blauschimmer.“

## Anwendungen
Diese Natursteine werden wegen ihres interessant schimmernden Dekors häufig verwendet. Das einfallende Licht bricht sich in den Feldspäten und führt zu schimmernden Effekten dieser Gesteine.
Typische Anwendungen für diese Gesteinsgruppe sind Wandverkleidungen, Tischplatten und andere Objekte der Innengestaltung. Zeitweilig spielten die Larvikite als Grabmal- und Denkmalgestein eine exponierte Rolle.

## Natursteinsorten
- Labrador Hell (Blue Pearl)
- Labrador Dunkel (Emerald Pearl)

## Fotogalerie

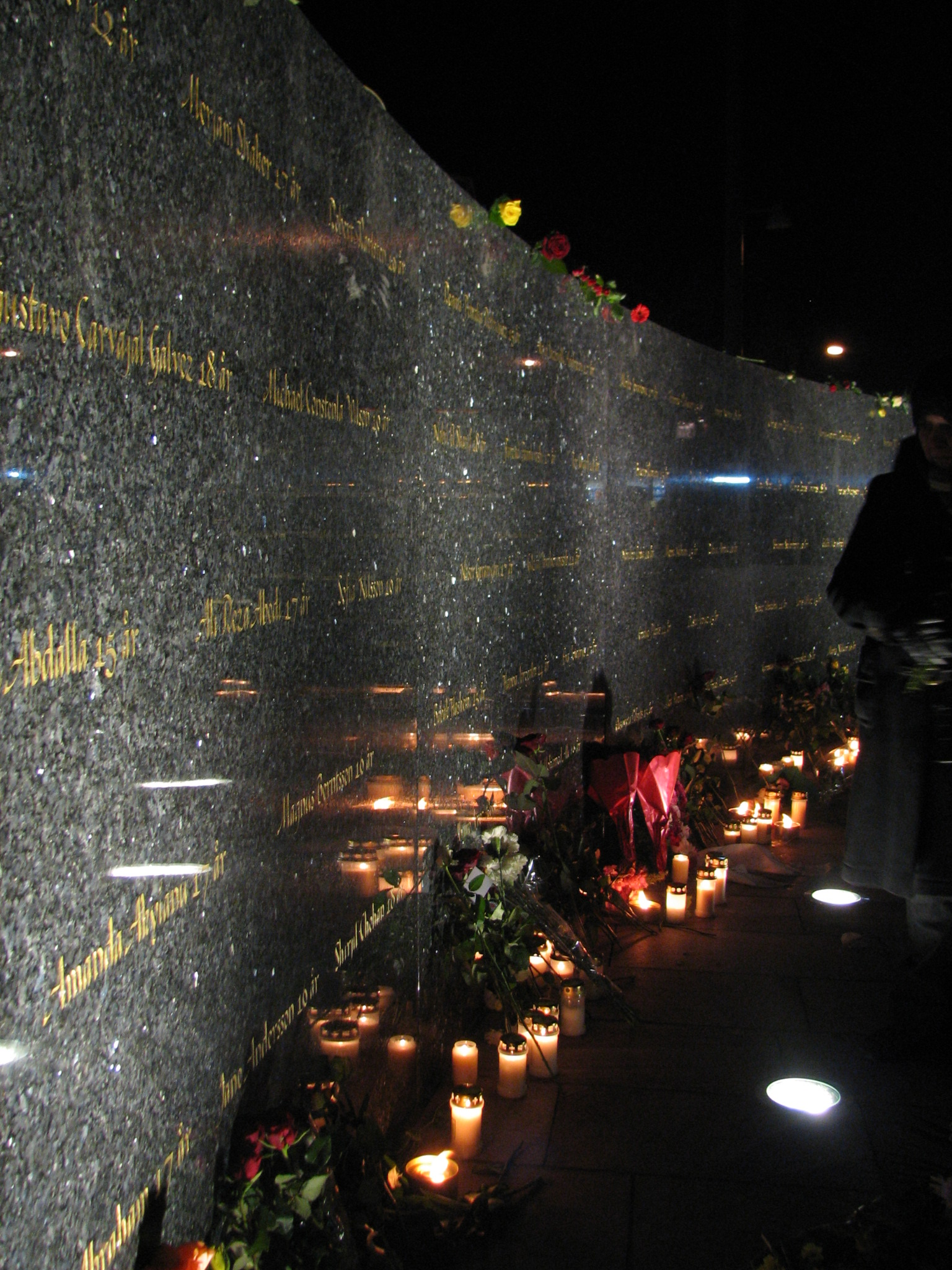
Mahnmal aus Labrador Hell in Backaplan, Göteborg, Schweden von Claes Hake für 63 junge Schweden, die am 30. Oktober 1998 bei einem Diskothekenbrand ums Leben kamen.
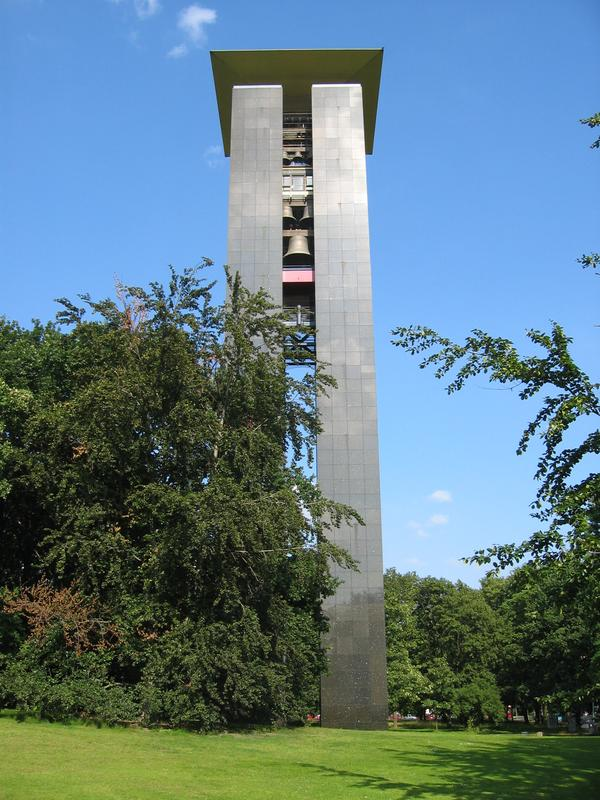
Carillon in Berlin im Großen Tiergarten aus Labrador Hell
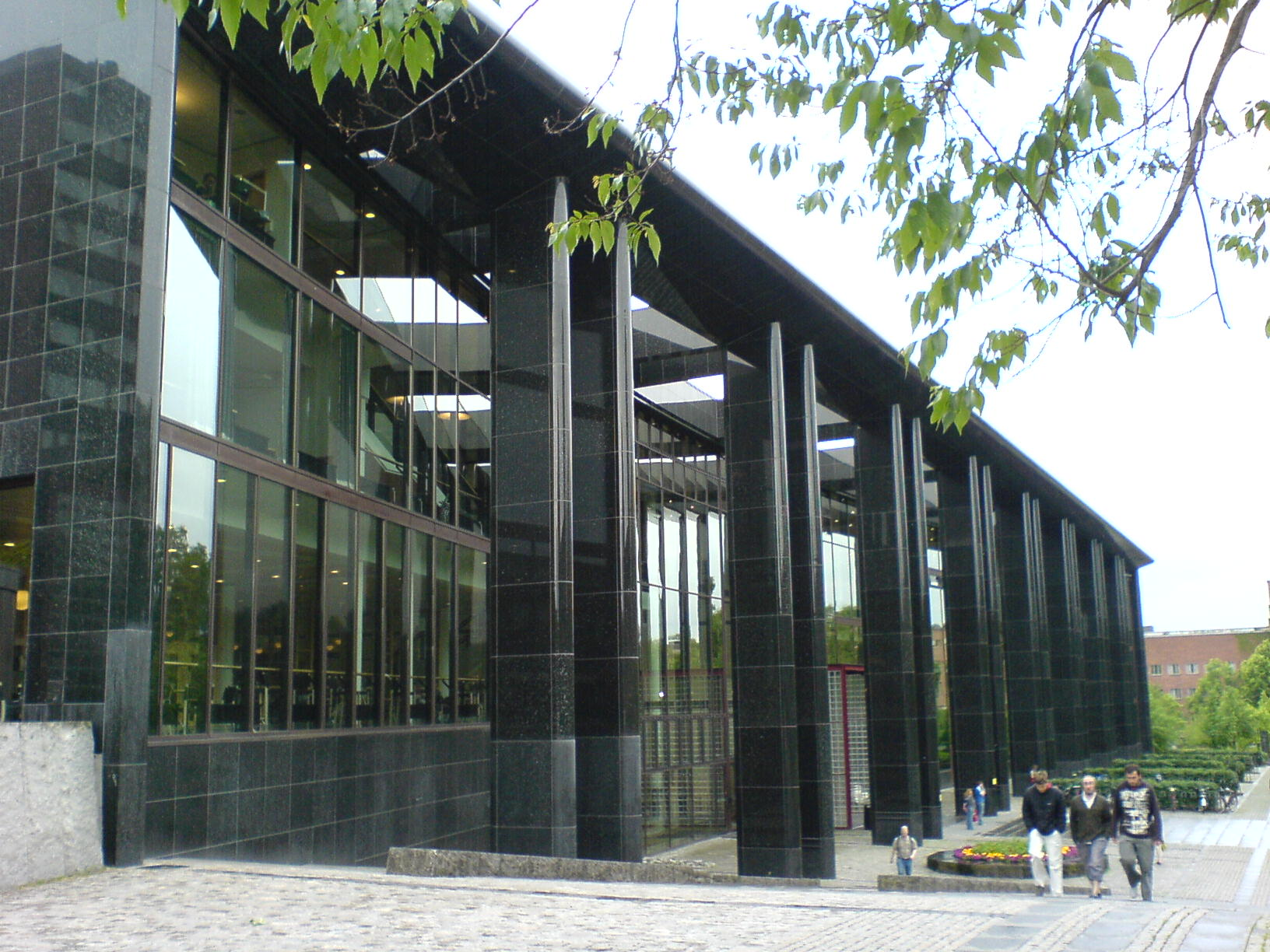
Universitätsbibliothek in Oslo, unten Dunkler Labrador und oben Heller Labrador
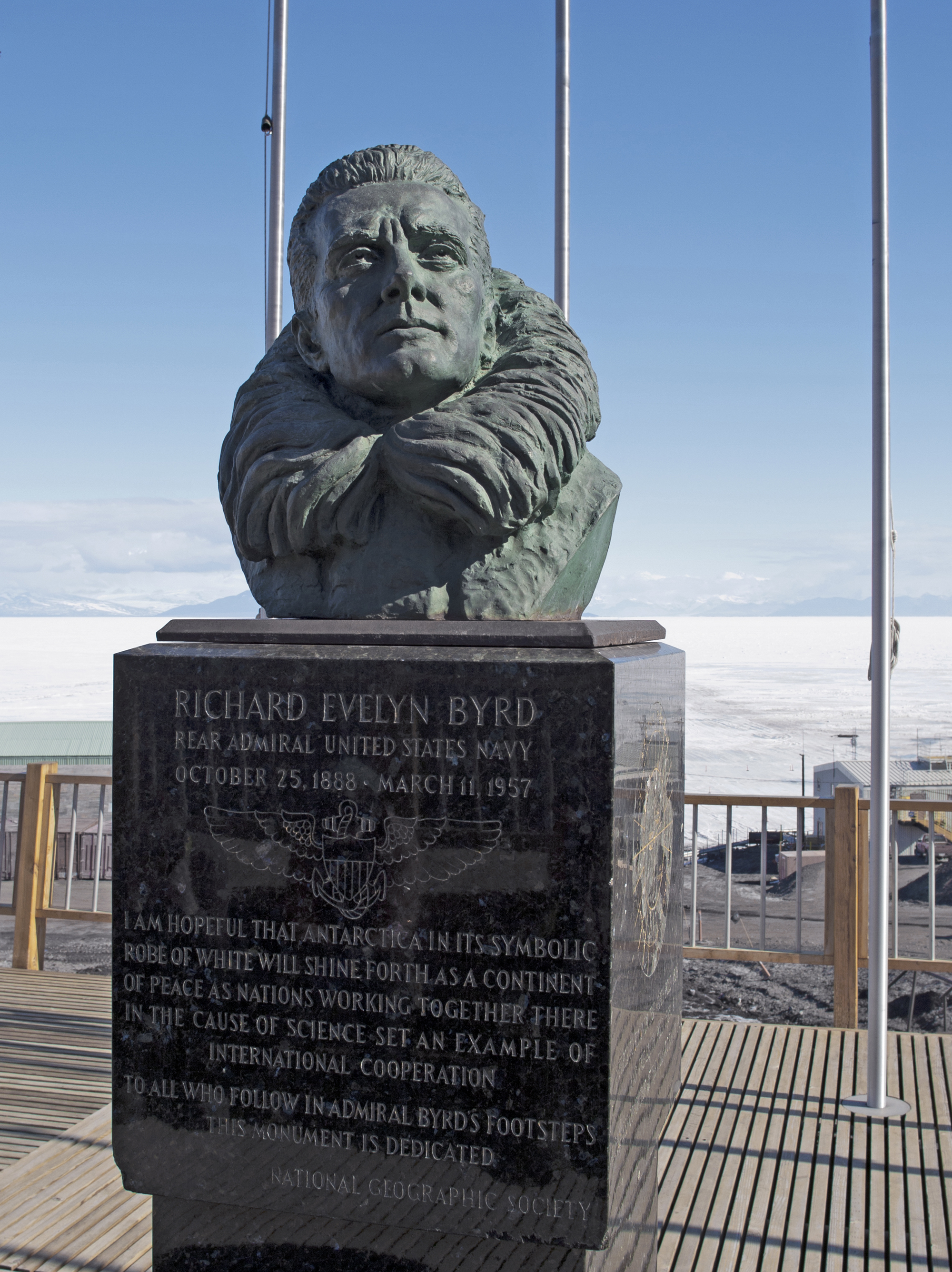
Bronzedenkmal für Richard E. Byrd auf einem Sockel aus poliertem Labrador Dunkel
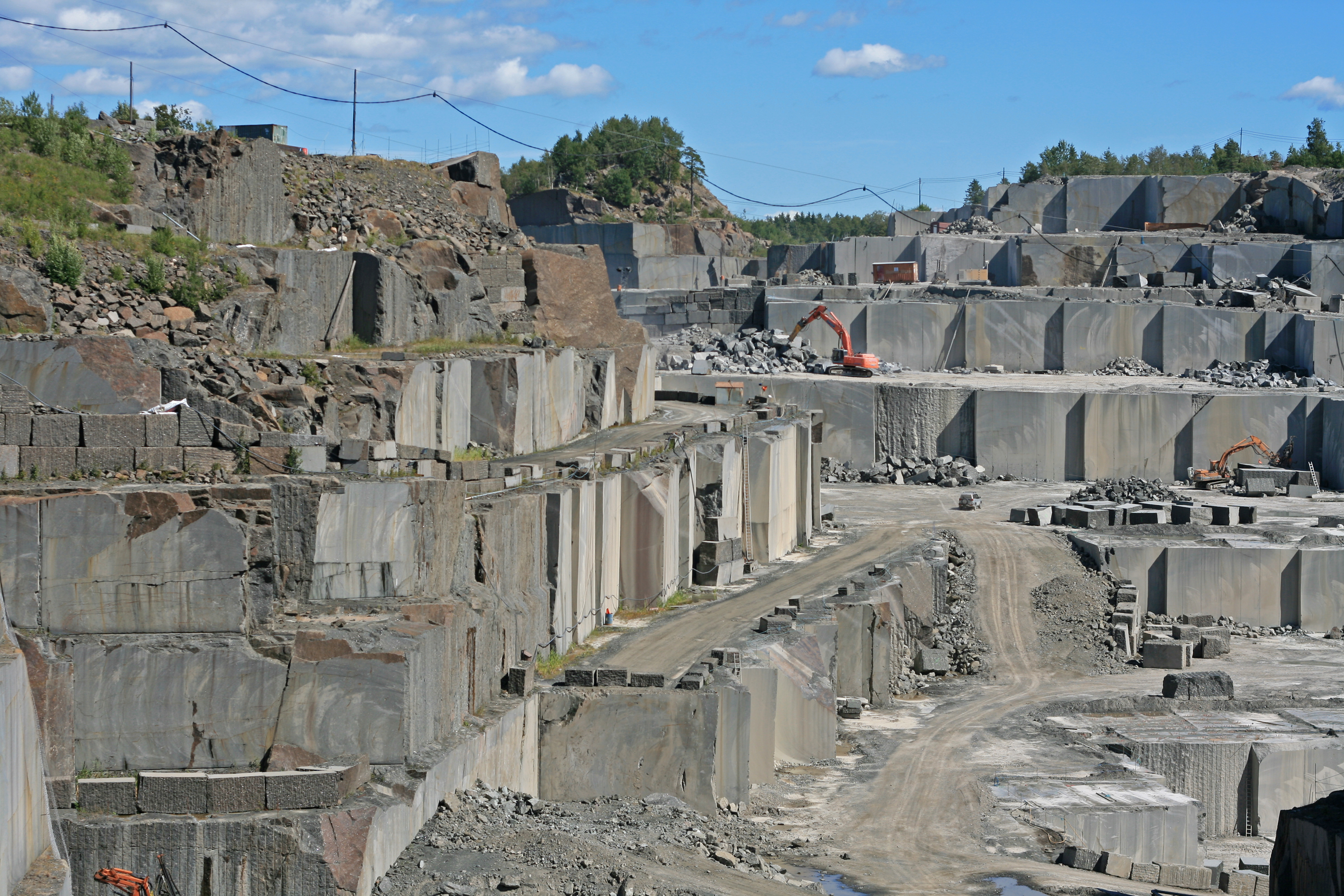
Larvikit-Steinbruch in Klåstad, Larvik